# Übereinkommen über weiträumige grenzüberschreitende Luftverunreinigung

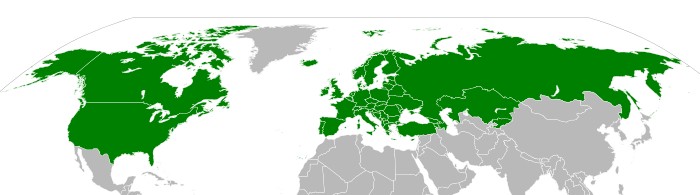
Vertragsparteien

Das Übereinkommen über weiträumige grenzüberschreitende Luftverunreinigung (Convention on Long-range Transboundary Air Pollution, LRTAP) ist ein völkerrechtlicher Vertrag zur Luftreinhaltung.  Das Übereinkommen wurde am 13. November 1979 in Genf geschlossen und ist am 16. März 1983 in Kraft getreten. Es wird auch Genfer Luftreinhalteabkommen, LRTAP (Convention on Long-Range Transboundary Air Pollution), Genfer Übereinkommen oder Genfer Konvention genannt, sofern keine Verwechslungsgefahr mit den Genfer Konventionen des Kriegsrechts besteht.
Das Abkommen wurde zwischen europäischen Staaten, USA und Kanada und der Sowjetunion geschlossen und ist weiterhin in diesem Wirkungskreis gültig. Derzeit gibt es 51 Vertragsparteien. Die Einhaltung wird von der Wirtschaftskommission für Europa (UNECE) überwacht. Auf der Basis des Genfer Übereinkommens sind bisher acht Protokolle erarbeitet worden. Diese sind:

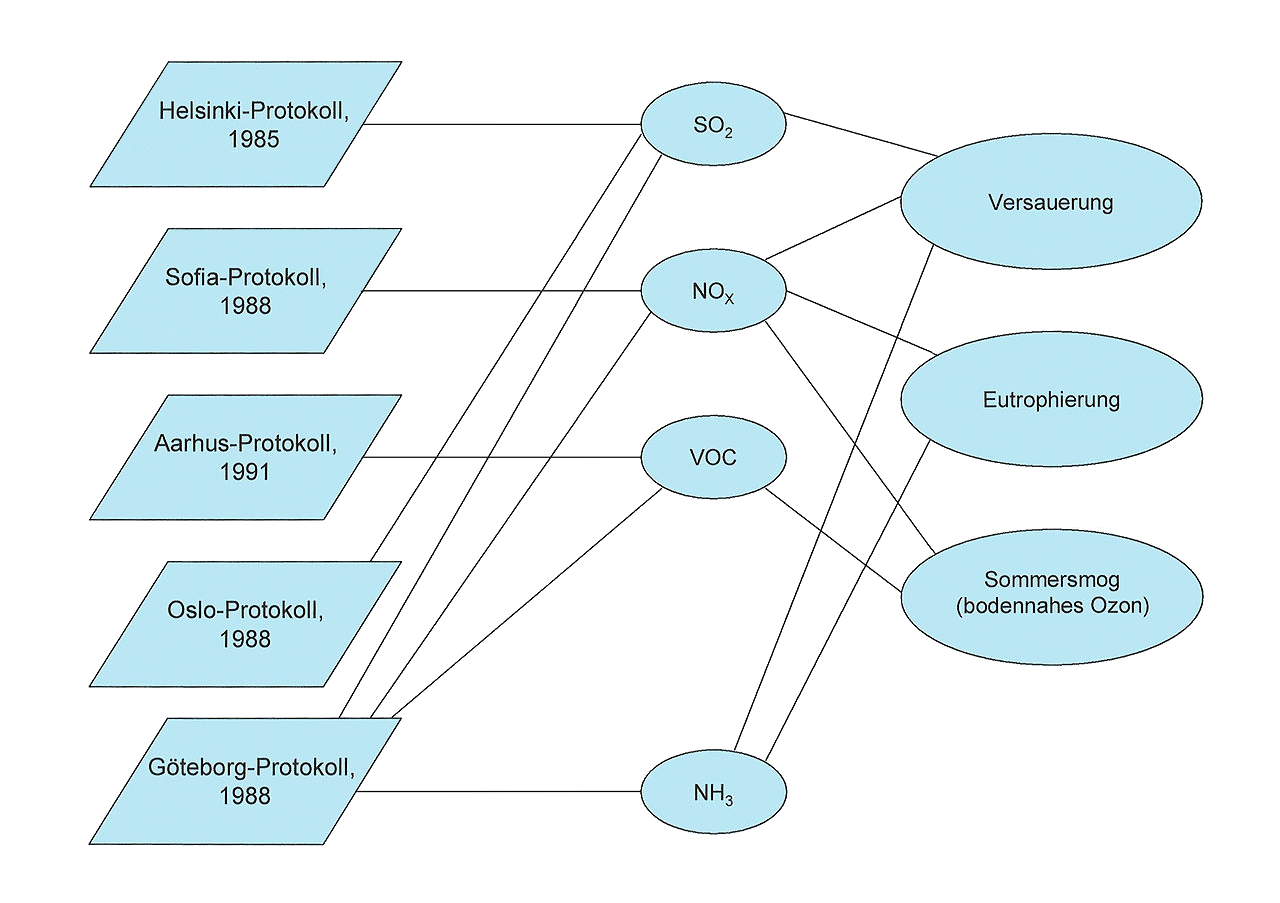
Das Göteborg-Multikomponentenprotokoll und seine Vorläufer-Abkommen

- das Helsinki-Protokoll zur Reduzierung der Schwefelemissionen bzw. deren grenzüberschreitender Stoffströme um mindestens 30 Prozent[3] (1985 verabschiedet, am 2. September 1987 in Kraft getreten; das erweiterte Oslo-Protokoll wurde 1994 verabschiedet und trat am 5. August 1998 in Kraft)[4]
- das Montrealer Protokoll zur Reduktion Ozon-schädlicher Fluorchlorkohlenwasserstoffe (16. September 1987 beschlossen, seit 1. Januar 1989 in Kraft).
- das Sofia-Protokoll zur Kontrolle der Stickoxidemissionen oder deren grenzüberschreitender Stoffströme (1988 verabschiedet, am 14. Februar 1991 in Kraft getreten)[5]
- das Genfer-Protokoll über flüchtige organische Verbindungen (VOC) (1991 verabschiedet, am 29. September 1997 in Kraft getreten)[6]
- das Aarhus-Protokoll über die Schwermetalle (1998 verabschiedet, am 29. Dezember 2003 in Kraft getreten)[7]
- das Aarhus-Protokoll über langlebige bzw. persistente organische Schadstoffe (POP) (1998 verabschiedet, am 23. Oktober 2003 in Kraft getreten)[8]
- das Göteborg-Protokoll (Multikomponentenprotokoll[9]) zur Vermeidung von Versauerung und Eutrophierung sowie des Entstehens von bodennahem Ozon (1999 verabschiedet, am 17. Mai 2005 in Kraft getreten, 2012 verschärft[10])[11]

Das Göteborg-Protokoll legt für die Unterzeichnerstaaten (praktisch alle europäischen Staaten sowie USA und Kanada) Grenzen für die jährlichen Emissionen der geregelten Schadstoffe (SO2, NOx, NH3 und VOC) für das Jahr 2010 (Bezugsjahr für die prozentuale Reduktion: 1990) fest:
| Land        | Schwefeldioxid    | Stickoxide       | Ammoniak         | VOC              |
| ----------- | ----------------- | ---------------- | ---------------- | ---------------- |
| Deutschland | 520 kt (−90 %)    | 1.051 kt (−60 %) | 550 kt (−28 %)   | 995 kt (−69 %)   |
| Österreich  | 91 kt (−57 %)     | 107 kt (−45 %)   | 66 kt (−19 %)    | 159 kt (−55 %)   |
| Schweiz     | 43 kt (−40 %)     | 79 kt (−52 %)    | 63 kt (−13 %)    | 144 kt (−51 %)   |
| Europa      | 16.436 kt (−75 %) | 6.671 kt (−49 %) | 3.129 kt (−15 %) | 6.600 kt (−57 %) |

kt = 1.000 Tonnen
In Deutschland sanken die energiebedingten Stickoxidkonzentrationen von 2.861 kt im Jahre 1990 auf 1.442 kt im Jahre 2005.
Die Schwefeldioxidkonzentration verringerte sich von 5.350 kt im Jahre 1990 auf 560 kt im Jahr 2005.
Die Kohlenmonoxidabgase sanken von 12.145 kt im Jahr 1990 auf 4.035 kt im Jahr 2005.
Während bisherige Protokolle nur einen einzelnen Schadstoff betrachteten, werden die Auswirkungen von Schwefel- und Stickstoffverbindungen sowie von flüchtigen organischen Verbindungen (VOC) und Ozon im Zusammenhang betrachtet. Das Göteborg-Protokoll ist durch seinen Problem-übergreifenden Ansatz gekennzeichnet und wird daher auch als Multi-Effekt- oder als Multikomponenten-Protokoll bezeichnet. Gleich drei Problemfelder sollen entschärft werden:
- die Bildung von bodennahem Ozon durch die Emissionsreduktion von Ozon-Vorläufersubstanzen (Stickoxide, NOx und flüchtige organische Verbindungen, VOC),
- die Versauerung von Böden und Gewässern durch die Emissionsreduktion von Stoffen die zur Versauerung der Niederschläge (SO2, NOx) beitragen
- die Eutrophierung (Nährstoffanreicherung) durch atmosphärischen Stickstoffeintrag (NOx, NH3)